# Radioåret 1985

## Radioprogram

### Januari
- 8 januari - Tidningarnas Telegrambyrå skickar den 100 000:e nyhetskommunikén sedan starten den 5 mars 1924.[1]

### Maj
- 30 maj - I Sverige startar radiostationen Sölvesborg mellanvågsstation på Björkenabben på Listerlandet.

### Juni
- 5 juni - Sveriges riksdag beslutar att närradion i Sverige skall bli permanent.[1]

### Oktober
- 13 oktober - Svensktoppen tillbaka i Sveriges Radio.

### December
- 1 december - Årets julkalender är Skäggstölden på Kråkebohöjden.[2]

### Okänt datum
- Radioteatern sänder Paul Claudels pjäs "När dagen vänder" i regi av Staffan Aspelin, med Margareta Löwler, Lars-Erik Berenett, Niklas Falk och Alf Nilsson.

## Födda
- 16 december - Niklas Mannheimer Ruberg, svensk programledare.

### Fotnoter
1. 1 2   Horisont 1985. Bertmarks
2. ↑  ”1985, Skäggstölden på Kråkebohöjden”. Sveriges Radio. http://sverigesradio.se/barn/julkalendrar/1985.stm. Läst 31 augusti 2015.